# 어슐러 K. 르귄
어슐러 크로버 르귄(영어: Ursula Kroeber Le Guin 어설라 크로버 러귄[*], 영어 발음: /ˈɜrsələ ˈkroʊbər ləˈɡwɪn/, 1929년 10월 21일 ~ 2018년 1월 22일)은 미국의 SF·판타지 작가이다. 주로 소설과, 시와 동화를 썼으며, 과학소설, 판타지 소설과 기타 단편으로 유명하다.
최초로 책이 출판된 1960년부터, 그는 최고의 과학소설과 판타지 문학의 대가로 주목받았으며, 그의 훌륭한 문체와, 도교, 무정부주의, 여성주의, 정신적&사회적 테마에 대해서 주목받게 되었다. 휴고상을 다섯 차례, 네뷸러 상을 다섯 차례 수상하였고, 그리고 세계 과학소설 연맹에서 수여한 간달프 상을 1979년에 수상하였고, 과학소설과 판타지 소설에 기여가 큰 사람에게 수여하는 그랜드 마스터 상을 2003년에 수여받았다.

## 생애
르귄은 캘리포니아주 버클리에서 인류학자 앨프리드 L. 크로버와 작가 시어도라 크로버의 딸로 태어났고, 버클리에서 자랐다. 아주 어린 나이에 문학에 관심을 갖게 되었고, 11살때 최초의 소설을 어스타운딩 사이언스 픽션지에 제출했다. 그러나 그 소설은 거절당했다.
르귄은 1951년 래드클리프 대학교를 우수한 성적으로 졸업, 1952년 컬럼비아 대학교에서 문학 석사학위를 받았다. 그녀는 나중에 프랑스로 유학을 가게되고, 거기서 남편이 될 역사학자 찰스 르귄을 만나게 된다. 그들은 1953년에 결혼한다.
가장 이른 작품들은 "오시니아의 이야기"와 "말라프레나" 등에서 다시 보게 되듯 가상의 나라를 배경으로 하기는 하지만 판타지가 아니었다. 관심사를 살려 출판할 방법을 찾던 르귄은 초반기 과학소설에 대한 관심을 돌이켰고, 1960년대 초반부터 정기적으로 출판을 하기 시작했다. 르귄은 1969년에 출간한 유명한 과학소설, 《어둠의 왼손》으로 휴고상과 네뷸러 상을 수상하였다.
르귄은 삶의 마지막을 오리건주 포틀랜드에 살면서 보냈다. 그녀는 3명의 자녀와, 3명의 손자를 두었다. 2018년 1월 22일 건강의 악화로 사망했다.

## 르귄의 작품들

### 어스시 시리즈(판타지 소설)
- 어스시의 마법사, 1968년 작
- 아투안의 무덤, 1971년 작
- 머나먼 바닷가, 1972년 작 (내셔널 북 어워드 수상)
- 테하누: 어스시 시리즈의 마지막, 1990년 작 (네뷸라 상 수상)
- 어스시의 이야기들, 2001년 작 (단편집. 엔데버 상 수상. 수록 단편 두 작품이 로커스 리더스 상 수상)
- 다른 바람, 2001년 작

주목할 점: 어스시의 잠자리에 대한 이야기는 테하누와 다른 바람을 연결시켜주는 시리즈 전체에서 가장 중요한 역할이라고 르귄의 웹사이트에 실려 있다.

### 어스시 단편들
- 해제의 주문 1975년, 바람의 열두방향에 실림,<최초로 출판된 것은 1964년 1월에 판타스틱 이슈에 실린것.
- 이름의 법칙 1975년, 바람의 열두방향에 실림
- 잠자리 (로버트 실버버그의 어스시의 이야기중 전설), 단편 모음집, 2001, 엔데버 상 수상.

### 헤인(과학소설)
헤인 주기의 소설들
- 로케넌의 세계, 1966년
- 유배 행성, 1966년
- 환영의 도시, 1967년
- 어둠의 왼손, 1969년 (휴고상과 네뷸러상, 제임스 팁트리 주니어상 수상)
- 빼앗긴 자들: 애매모호한 유토피아, 1974년 (휴고상과 네뷸러 상 수상)
- 세계는 숲이라는 단어, 1976년 (휴고상수상)
- 유배와 환영의 단어, 1996년 (로케넌의 세계와 환영의 도시의 옴니버스 판)
- 더 텔링, 2000년 (엔데버 상, 로커스 리더스 상 수상)

#### 헤인 단편들
- 앤기어의 결혼 지참금, (1964년) - 셈레이의 목걸이로 바람의 열두방향에 실림.(1975년)
- 겨울의 왕, (1969년) - 바람의 열두방향에 실림(1975년)
- 제국보다 느리고 광대하게, (1971년) - 바람의 열두방향에 실림(1975년)
- 혁명 전야,(1974년) - 바람의 열두방향에 실림(1975년, 네뷸러 상 수상)
- 쇼비의 이야기, (1990년) - 내륙바다의 어부에 실림(1994)
- 가남의 춤, (1993년) - 내륙바다의 어부에 실림(1994)
- 다른 이야기 혹은 내륙바다의 어부, (1994년) - 내륙바다의 어부에 실림(1994)
- 시그리의 대가, (1994년) - '세상의 생일'에 실림(2002년) (제임스 팁트리 주니어 상 수상)
- 선택안된 사랑 (1994년) - '세상의 생일'에 실림(2002년)
- 고독 (1994년) - '세상의 생일'에 실림(2002) (네뷸라 상 수상)
- Forgiveness Day (1995년) - '용서의 4가지 방법'에 실림 (아시모프 리더스 상, 제임스 팁트리 주니어 상, 시어도어 스터전 상 수상)
- 카르하이드의 성년 (1995년) - '세상의 생일'에 실림(2002년)
- 마운틴 웨이 (1996년) - '세상의 생일'에 실림(2002년) (제임스 팁트리 주니어 상 수상)
- 오래된 음악과 노예 여자 (1999년) - '세상의 생일'에 실림(2002년)

### 그 외 소설
- 하늘의 물레, 1971년 (1980년과 2000년에 TV영화로 만들어졌다.)
- 멜라프리나, 1979년
- 헤론의 눈, 1982년
- 항상 집으로 돌아온다, 1985년

### 단편 모음집
- 바람의 열두방향, 1975년
- 오라시안 이야기, 1976년
- 나침표, 1982년
- 버팔로 갈, 그리고 여러 동물들의 존재, 1987년 (휴고 상 수상.)
- 바닷길, 1991년
- 내륙바다의 어부, 1994년
- 용서의 4가지 방법 (1995년) (에큐멘의 4가지 이야기. 로커스 리더스 상 수상.)
- 잠기지 않은 공기와 다른 이야기들, 1996년
- 세상의 생일, 2002년
- 계획 변경, 2003년

## 어린이와 청소년을 위한 책

### 캣윙 시리즈
- 캣윙, 1988년
- 캣윙, 돌아오다, 1989년
- 멋진 알렉산더와 캣윙, 1994년
- 독자적인 제인, 1999년

## 서부 해안 연대기
- 기프트, 2004년
- 보이스, 2006년
- 파워, 2007년 - (네뷸러 상 수상)

### 어린이와 청소년을 위한 다른 책들
- 아주 저쪽에, 그밖에 어디라도, 1976년
- 리지 웹스터, 1979년
- 처음 장소, 1981년
- 솔로몬 레빗햄의 900그리고 31 세계여행, 1984년
- 캐츠박사의 방문, 1988년
- 불과 폭풍, 1989년
- 생선수프, 1992년
- 빨간 암말 뒤에 타기, 1992년
- 톰 생쥐, 2002년

## 논픽션

### 산문
- 《밤의 언어》 (Language of the Night) 1979년, 개정판 1992년 발행
- 《세상의 모서리에서 춤을》 (Dancing at the Edge of the World) 1989년
- 《글쓰기의 항해술》 (Steering The Craft) 1998년 / 한국어판 황금가지 2010년 7월 ISBN 978-89942104-3-8
- 《마음의 파도》 (The Wave in the Mind) 2004년
- 《남겨둘 시간이 없답니다》 (No Time to Spare) / 한국어판 황금가지 2019년 1월 ISBN 979-11588849-2-5

### 운문
- 야생의 천사들, 1975년
- 어려운 일과 다른 시, 1981년
- 야생 귀리와 분홍바늘꽃, 1988년
- 공작을 밖으로 내보내기와 다른 시, 1994년
- 예순의 이상함: 새로운 시, 1999년
- 믿을 수 없는 좋은 미래, 2006년

### 번역서와 해석서들
- 노자 : 도덕경, 1997년 (해석과 주석)
- 겁(劫)의 제국, 2003년
- 가브리엘라 미스트랄의 엄선된 시

참고 : 르귄은 다작을 하는 작가이며 여기에 기록되지 않은 수많은 작품들을 출판했다. 상당수의 작품들은 본디 SF 문학 잡지들에 출판되었었다. 그 후 편찬되지 않은 작품들은 소재가 불분명하다.

## 영화와 텔레비전의 개작물
텔레비전으로는 선반의 천국이 1980년에, 그리고 2002년에 각각 TV 영화로 만들어졌다. 어스시 3부작은 2004년 TV 미니 시리즈로 방영된 적이 있다. 그러나 르귄 그녀를 포함해서 대체로 매우 인색한 평가와 인정을 받았다. 그녀는 잘라내는 것이 과정에서 벗어났다고 주장했다. 영화로는 지브리 스튜디오의 미야자키 고로가 어스시의 이야기를 각색해 일본에서 2006년 6월에 게드전기: 어스시의 전설로 개봉했다. 이 영화는 일본에서 캐리비안의 해적: 망자의 함을 누르고 2등을 하였지만 르귄은 대체로 실망했다. 그녀는 영화의 일부분이 책과 다르다고 했다.